# Moddi

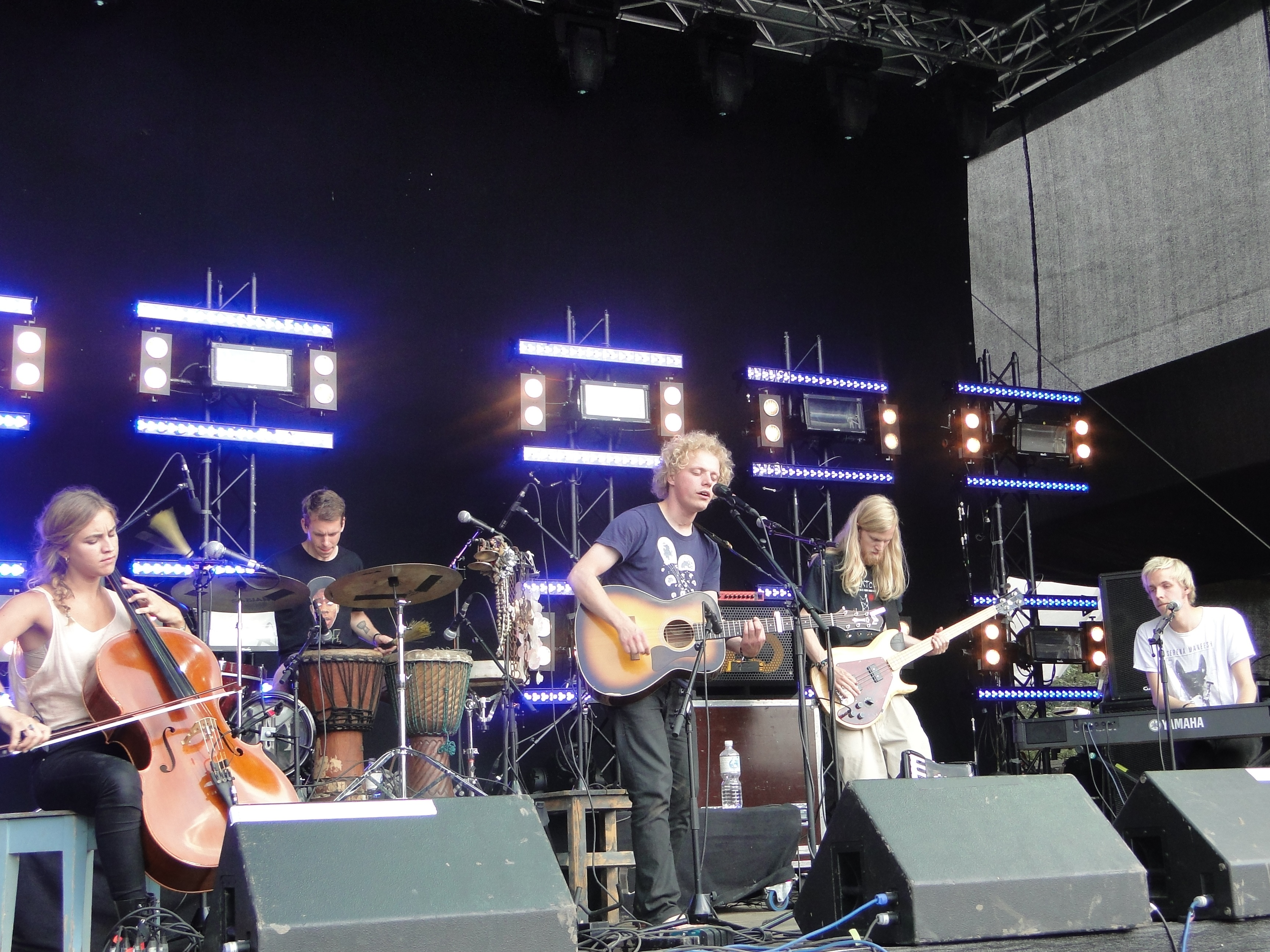
Moddi auf dem Dockville Festival, 2011

Moddi (* 18. Februar 1987 in Tromsø), mit bürgerlichem Namen Pål Moddi Lue (früher Pål Moddi Knutsen), ist ein norwegischer Singer-Songwriter.

## Geschichte
Pål Moddi Lue ist auf der Insel Senja im Norden Norwegens aufgewachsen. Seine ganze Familie ist sehr musikalisch. Mutter, Vater, Großmutter, Tanten und Onkel spielten verschiedene Musikinstrumente. Trine Knutsen, seine Tante ist eine in Norwegen bekannte Flötistin. Im Alter von fünf Jahren hatte Moddi bereits seinen ersten Rundfunkauftritt mit einem Seemannslied. Als Jugendlicher spielte er Klavier und Trompete in einer Schulband, Bass-Gitarre in einer Rockband und versuchte sich darüber hinaus als Rapper. Mit 15 fing Moddi an eigene Songs zu schreiben.
Im Alter von 18 Jahren fand er im Keller des Familienhauses das alte, seit Jahren nicht benutzte Akkordeon seiner Mutter und kaum zwei Wochen später gab er das erste eigene Konzert. Bald darauf wurden die ersten Lieder im improvisierten Schlafzimmer-Studio eines Freundes aufgenommen. Obwohl es von diesen Demos nur zwanzig Stück gab, fanden sie ihren Weg in die Radiostationen. Der Auftritt auf dem Festival „Rock mot rus“ in Andenes im Jahre 2006, welches das Interesse der lokalen Medien auf sich zog, markierte den Beginn seiner Konzerttätigkeit als Liedermacher und Sänger in Norwegen. Auftritte auf  dem skandinavischen Musikkongress und -festival by:Larm und Øyafestivalen im Jahre 2008 brachten dem jungen Künstler Beachtung und Lob in den internationalen Musikmedien.

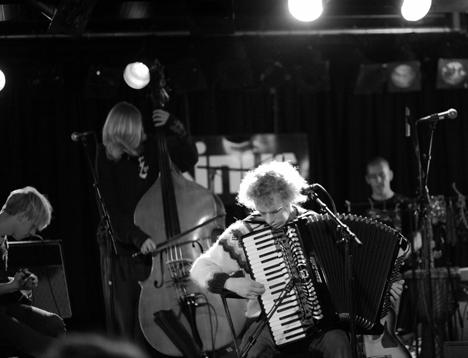
Moddi live at Sinus, Bodø, Norway

## Musikalische Karriere

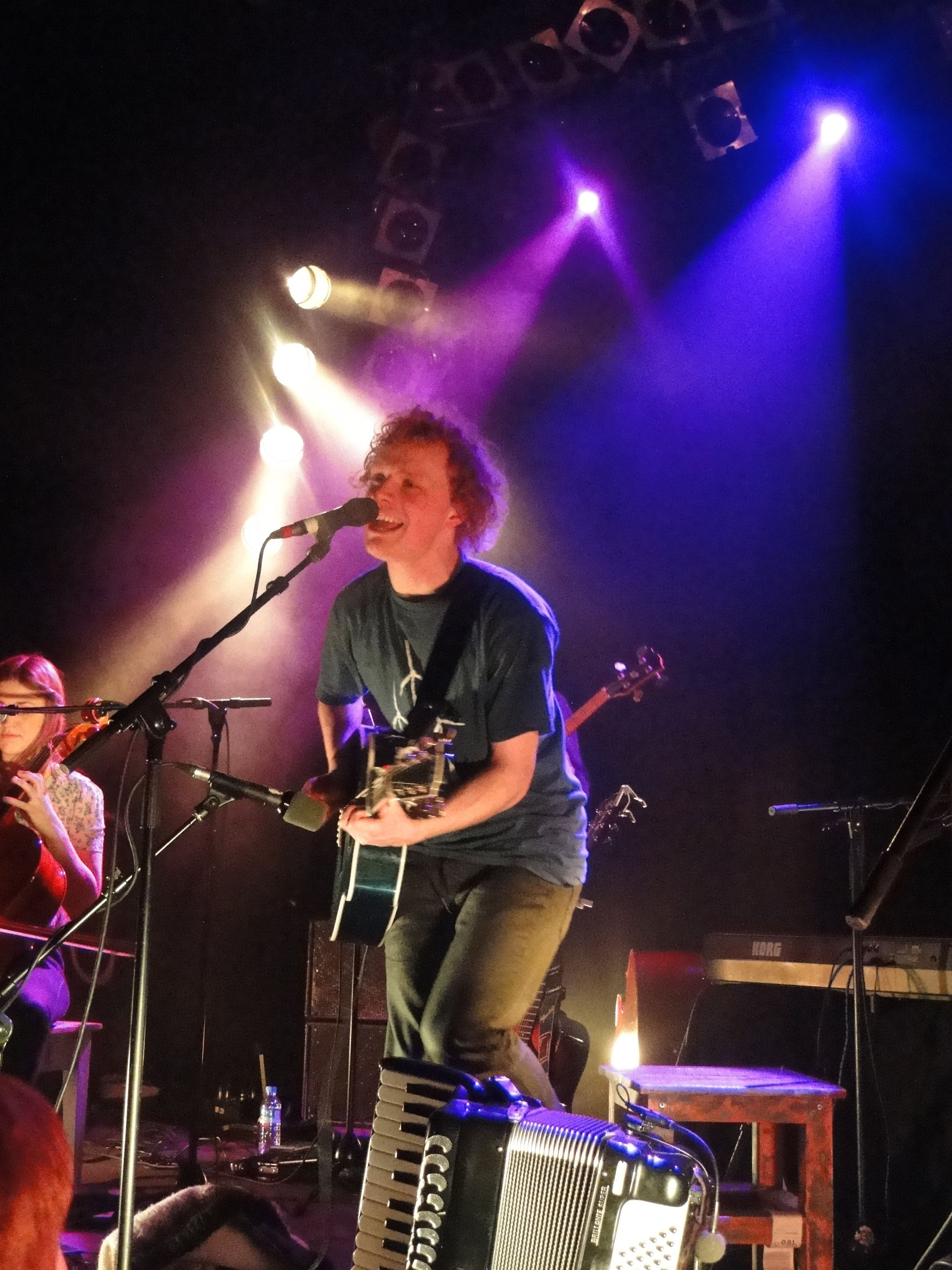
Moddi im "Knust", Hamburg, Februar 2011

Im August 2008 wurde die Debüt-EP „Rubato“ auf dem Label Playground Music veröffentlicht. Diese Split-EP hatte Moddi mit seinem Bandkollegen und norwegischem Singer-Songwriter Einar Stray aufgenommen. Kurze Zeit danach zog Moddi nach Oslo, um an einem neuen Album zu arbeiten. Parallel zu seiner musikalischen Laufbahn studierte er Kultur und Kommunikation an der Universität Oslo.
2010 erschien das Debüt-Album „Floriography“, welches auf dem Label „Impeller Records“ veröffentlicht wurde. Für die Aufnahmen des Longplayers gingen Moddi und seine Band im September 2009 für zwei Wochen nach Reykjavík zum Produzenten Valgeir Sigurdsson, der vor allem durch seine Studioarbeit mit Björk bekannt ist. Ohne Hit im Radio schaffte das Album den Sprung auf Rang 9 und konnte sich 4 Wochen in den norwegischen Charts halten.
Im selben Jahr erhielt Moddi ein prestigeträchtiges mit umgerechnet 125.000 Euro dotiertes Stipendium, das von der norwegischen Pop-Rockband a-ha vergeben wurde. Dieses dient der Förderung und Unterstützung von Nachwuchsmusikern. 2011 folgte die Nominierung für den Norwegischen Grammy, Spellemannprisen, in zwei Kategorien: „Bester Künstler“ und „Newcomer des Jahres“.
Seine ersten Konzerte in Deutschland gab Moddi  im Mai 2010 und trat später im Rahmen des Reeperbahn Festivals in Hamburg auf. Im November und Dezember waren Moddi und seine Band im Vorprogramm der australischen Gruppe Angus & Julia Stone auf deren Europa-Tour zu sehen und gaben insgesamt 27 Konzerte in Deutschland, England, Frankreich, der Schweiz, den Niederlanden und Belgien.

## Musikalischer Stil
Moddi bewegt sich zwischen Folk und Singer-Songwriterstil mit Pop-Elementen, hauptsächlich begleitet von Akkordeon, akustischer Gitarre, Piano und Streichern. Seine Lieder mit ihren poetischen Texten, vorgetragen in „mal zerbrechlichem, mal energiegeladenem und eindringlichem Gesang“,  oszillieren zwischen „spröder Folk-Ästhetik und kammermusikalischen Arrangements“. Die Presse verglich ihn mit Sigur Rós, Nick Drake, der jungen Björk und Soap&Skin.

## Diskografie
- Rubato EP (Playground Music, 2008)
- Live Parkteateret  (selbsveröffentliches Livealbum, 2009)
- Rubbles EP (Propeller Recordings, 2010)
- Floriography (Propeller Recordings, 2010)
- Set the House on Fire (Propeller Recordings, 2013)
- Kæm va du? (Propeller Recordings, 2013)
- Unsongs (Propeller Recordings, 2016)
- Like in 1968 (Propeller Recordings, 2019)